# Tammara Thibeault
Pour les articles homonymes, voir Thibeault.
Tammara Thibeault est une boxeuse canadienne née le 27 décembre 1996 à Saint-Georges.

## Carrière
Tammara Thibeault évolue dans la catégorie des poids moyens et remporte la médaille de bronze aux Jeux du Commonwealth de Gold Coast en 2018.
Elle remporte dans la même catégorie la médaille de bronze aux Jeux panaméricains de Lima en 2019 ainsi qu'aux championnats du monde d'Oulan-Oude en 2019, puis la médaille d'or aux championnats du monde d'Istanbul en 2022 ainsi qu'aux championnats panaméricains de Guayaquil en 2022. En mars 2025, à Toronto, elle a battu son adversaire américaine Sonya Dreiling, à son deuxième combat chez les professionnelles.